# کندو (داکوتای شمالی)
کندو(به انگلیسی: Cando) شهری در ایالت داکوتای شمالی کشور ایالات متحده آمریکا است که جمعیت آن در سرشماری سال ۲۰۱۰ میلادی، ۱٬۱۱۵ نفر بوده‌است.